# Rd. Pjka Lahat
Rd. Pjka Lahat is een bestuurslaag in het regentschap Lahat van de provincie Zuid-Sumatra, Indonesië. Rd. Pjka Lahat telt 3013 inwoners (volkstelling 2010).